# 조후정
조후정(調布町)은 도쿄도 기타타마군에 설치되었던 정이다. 현재의 조후시에 해당한다.